# Mülheimer Bürgerinitiativen
Die Mülheimer Bürgerinitiativen (Eigenschreibung: MBI – Mülheimer Bürger-Initiativen) sind eine Wählergruppe in Mülheim an der Ruhr. Die Gruppierung sitzt seit 1999 im Mülheimer Stadtrat und hat dort seit der Kommunalwahl von 2020 drei Sitze.

## Programmatik
Inhaltlich distanziert sich die MBI stark von den „etablierten“ Parteien CDU, FDP, Bündnis 90/Die Grünen und insbesondere von der SPD, ohne dass sich ihre Positionen eindeutig „rechten“ oder „linken“ Ideologien zuordnen ließen.
Als kommunale Wählergruppe sind kommunale Themen die Schwerpunkte der Wahlprogramme. Bei den zentralen Themen der Mülheimer Kommunalpolitik stellt sich die MBI gegen regulären Flugverkehr mit Strahlflugzeugen am Verkehrslandeplatz Essen/Mülheim und ist gegen das umstrittene Städtebauprojekt Ruhrbania, zumal eine Haushaltskonsolidierung mittlerweile selbst von den Regierungsparteien als unumgänglich erachtet wird.
Sie fordert die Rekommunalisierung der Grundversorgung (Wasser, Gas, Strom, Abwasser, Müll, Straßenreinigung) über zweckgebundenen RWE-Aktien-Verkauf.
Sie fordert die „verstärkte und schonungslose Bekämpfung von Korruption, Filz, Vettern- und Cousinenwirtschaft, konsequente Aufklärung bekannter Korruptionsfälle wie Yassine, Bremekamp etc.“

## MEG-Affäre
Bei der Kommunalwahl am 12. September 1999 zog die MBI erstmals mit drei Vertretern in den Stadtrat von Mülheim ein und hatte somit Fraktionsstärke. Eine der Kernaussagen der MBI war schon damals die Gegnerschaft zum Ausbau des Flughafens Essen/Mülheim und die Ablehnung der Privatisierung der Mülheimer Wasserwerke.
Am 21. Juni 2001 wechselte der auf Listenplatz 3 der MBI in den Rat gewählte Mounir Yassine von der MBI-Fraktion in die SPD-Fraktion. Die MBI verlor dadurch ihren Fraktionsstatus, somit 150 000 € jährlich als Fraktionszuschuss, musste ihre beiden Fraktionsangestellten entlassen und die Sachkundigen Bürger der MBI wurden von den anderen Parteien aus allen Gremien abgewählt. Nach dem Übertritt von Yassine zur SPD-Fraktion stimmte diese 2001 gemeinsam mit der FDP-Fraktion mit einer Stimme Mehrheit für den Ausbau des Flughafens und für das Ruhrbania-Projekt. Yassine wurde Vorsitzender der Ortsgruppe Mülheim-Dümpten.
2002 erhielt Yassine von der Mülheimer Entsorgungsgesellschaft (MEG) einen befristeten Arbeitsvertrag. Im Dezember 2003 wurde er von der Geschäftsführerin Gabriele Semmler (SPD) und dem Betriebsleiter Hubert Hanrath nach Anhörung des Betriebsrates Anton Schaaf (SPD) ohne Ausschreibung angestellt. Am 22. Oktober 2003 erhob deshalb der damalige MEG-Pressesprecher Volker Meertz (CDU) Anschuldigungen gegen die MEG-Geschäftsführerin Gabriele Semmler (SPD) und wurde deshalb fristlos entlassen. Neben seinem ordentlichen Gehalt erhielt Yassine bis zu 150 000 € für Überstunden, die er teilweise gar nicht geleistet hatte. Er wurde dort zum Leiter der Vergärungsanlage. Stadtkämmerer Gerd Bultmann (SPD) wurde 2005MEG-Geschäftsführer und  genehmigte dort die Überstunden Yassines. Bultmann wurde im Januar 2008 freigestellt, sein Vertrag lief aber noch bis 2010. Bei der Kommunalwahl 2004 wurde Yassine als Direktkandidat der SPD in den Rat gewählt. Am 30. Januar 2008 beendeten die MEG das Arbeitsverhältnis mit Yassine. Am 13. Februar 2008 trat er aus der Fraktion der SPD aus. In einer Anfrage der MBI an den Mülheimer Rat vom 6. März 2008 behaupteten sie, bezugnehmend auf einen Artikel in der WAZ, dass Yassine 2001 mit 20 000 DM bestochen worden sei.

## Wahlen
| Wahl                                          | Wähler | %       | Mandate  | Kandidat                          |
| --------------------------------------------- | ------ | ------- | -------- | --------------------------------- |
| Kommunalwahl in Mülheim am 13. September 2020 |        |         |          |                                   |
| - Ratswahl                                    |        | 4,7 %   | 3 von 54 |                                   |
| - Wahl zu den BVs                             |        |         |          |                                   |
| Kommunalwahl in Mülheim am 2. Juni 2014       |        |         |          |                                   |
| - Ratswahl                                    |        | 10,1 %  | 5 von 54 |                                   |
| - Wahl zu den BVs                             |        |         |          |                                   |
| Kommunalwahl in Mülheim am 30. August 2009    |        |         |          |                                   |
| - OB-Wahl                                     |        |         |          | Friedrich-Wilhelm „Friedel“ Lemke |
| - Ratswahl                                    |        | 11,6 %  | 7 von 58 |                                   |
| - Wahl zu den BVs                             |        | 10,42 % | 7 von 57 |                                   |
| Kommunalwahlen am 26. September 2004          |        |         |          |                                   |
| - Ratswahl                                    | 7.199  | 10,3 %  | 5 von 52 |                                   |
| - Wahl zu den BVs                             | 6.639  | 9,5 %   | 6 von 57 |                                   |
| Nachwahl am 23. März 2003                     |        |         |          |                                   |
| - OB-Wahl                                     | 1.290  | 2,3 %   |          | Wilhelm „Willi“ Schmitz-Post      |
| Bundestagswahl am 22. September 2002          |        |         |          |                                   |
| - Wahlkreis Mülheim-Essen I                   | 731    | 0,5 %   |          | Hans-Georg Hötger                 |
| Kommunalwahl am 12. September 1999            |        |         |          |                                   |
| - Ratswahl                                    |        | 5,5 %   | 3 von 52 |                                   |
| - Wahl zu den BVs                             |        |         | 3 von 57 |                                   |
| %: Wähleranteil                               |        |         |          |                                   |

Die MBI nimmt seit den Kommunalwahlen 1999 an Wahlen teil. Bei der Kommunalwahl 2004 erzielte die MBI das drittstärkste Ergebnis hinter SPD und CDU und vor Grünen, FDP und der Wählergruppe WIR.
Für die Nachwahl zum Oberbürgermeister stellte die MBI 2003 mit Wilhelm Schmitz-Post erstmals einen eigenen Kandidaten auf und erreichte 2,3 % der Wählerstimmen. Insgesamt bewarben sich acht Personen um das höchste Amt der Stadt. Im damals noch notwendigen zweiten Wahlgang gewann Dagmar Mühlenfeld von der SPD.